# Avenue Pasteur (Bondy)
Pour les articles homonymes, voir Avenue Pasteur.
L'avenue Pasteur, est un important axe de communication de Bondy.

## Situation et accès

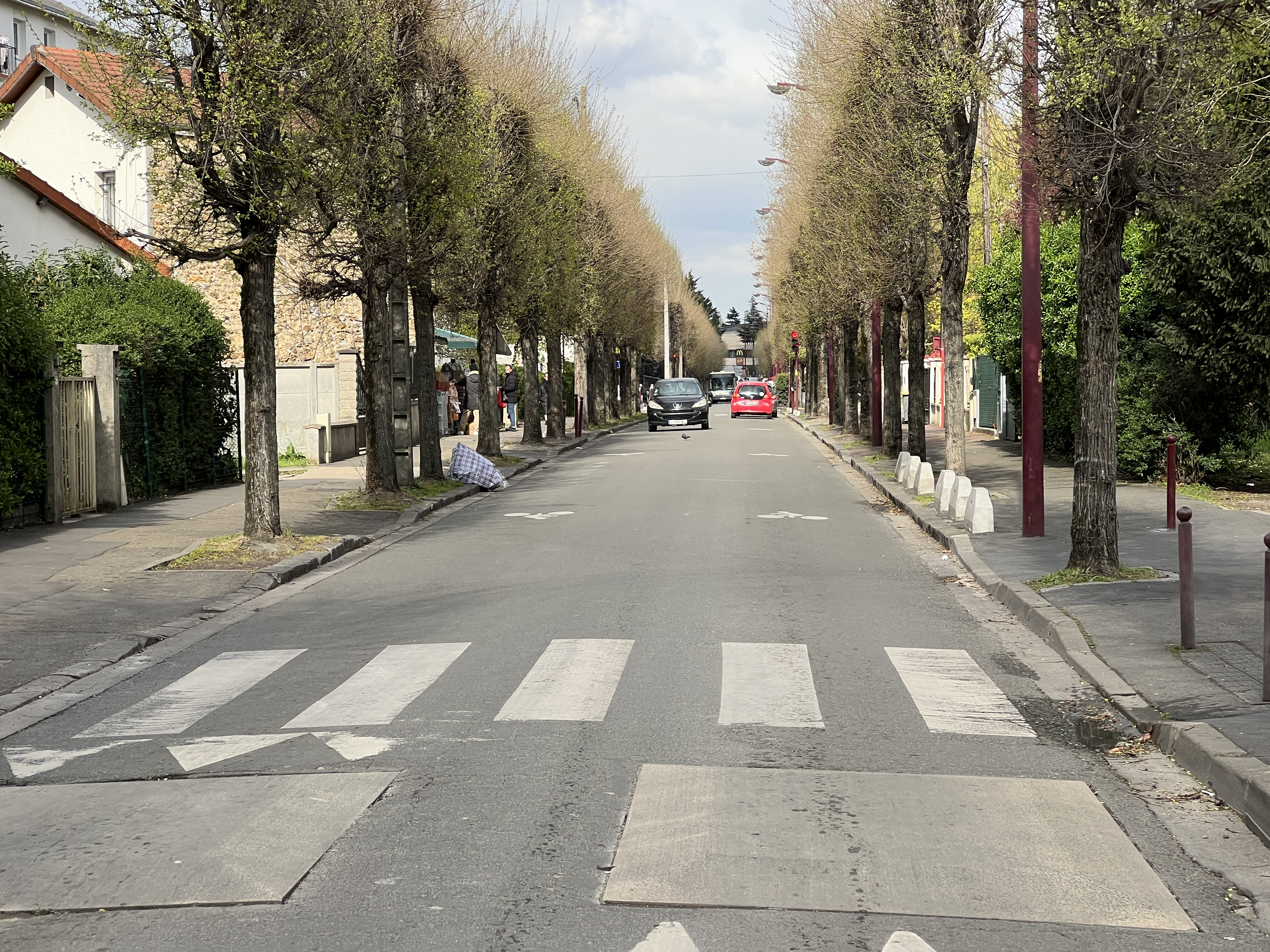
L'avenue en avril 2022.

L'avenue Pasteur se trouve dans l'axe du chemin du Pont, qui mène à Aulnay-sous-Bois par le pont de la Forêt.
Elle est accessible par la gare de Bondy, sur la ligne de Paris-Est à Strasbourg-Ville et la ligne de Bondy à Aulnay-sous-Bois.

## Origine du nom

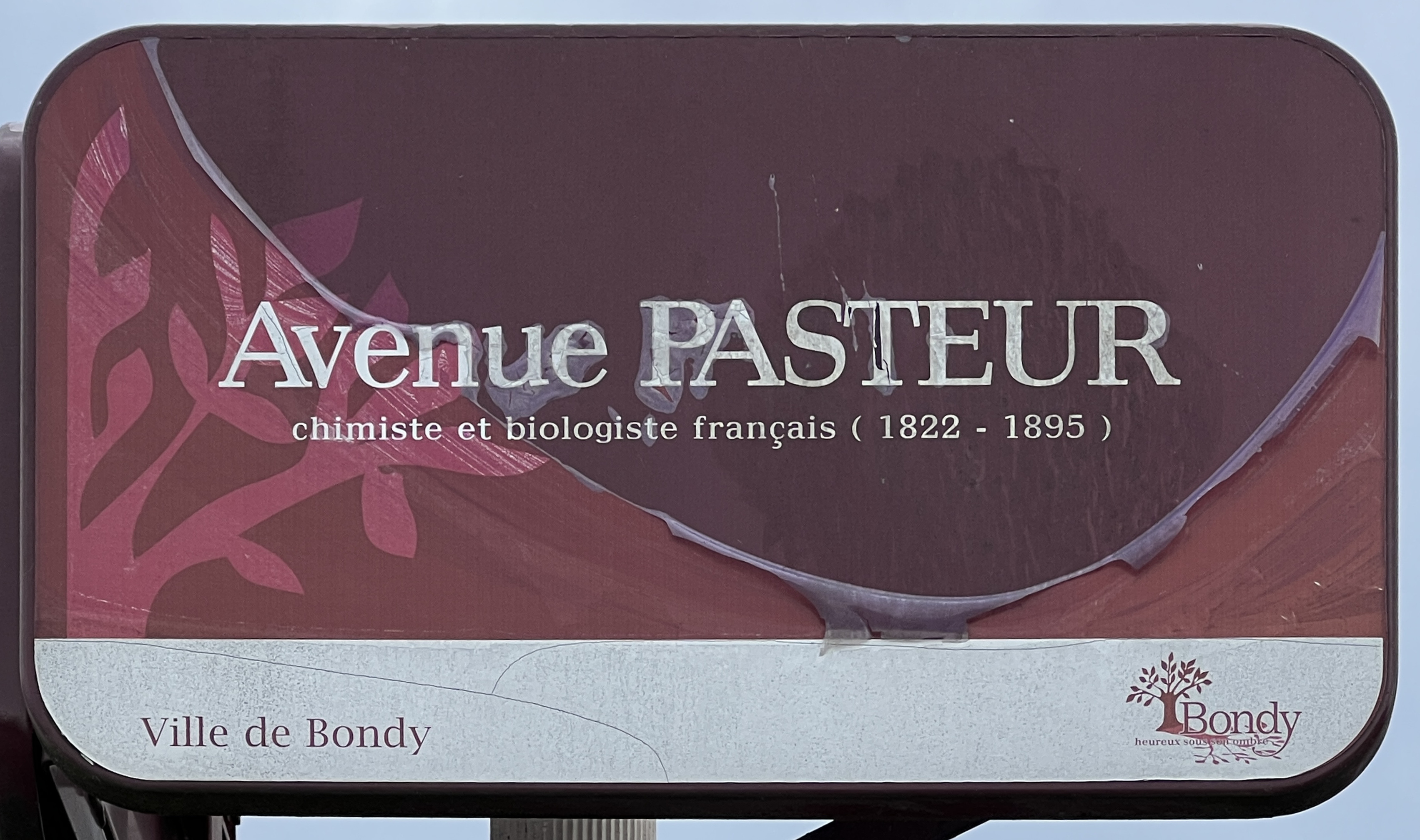
Plaque de l'avenue.

Cette avenue a été ainsi nommée en hommage à Louis Pasteur, scientifique français, chimiste et physicien inventeur de la vaccination contre la rage et les maladies charbonneuses.

## Bâtiments remarquables et lieux de mémoire

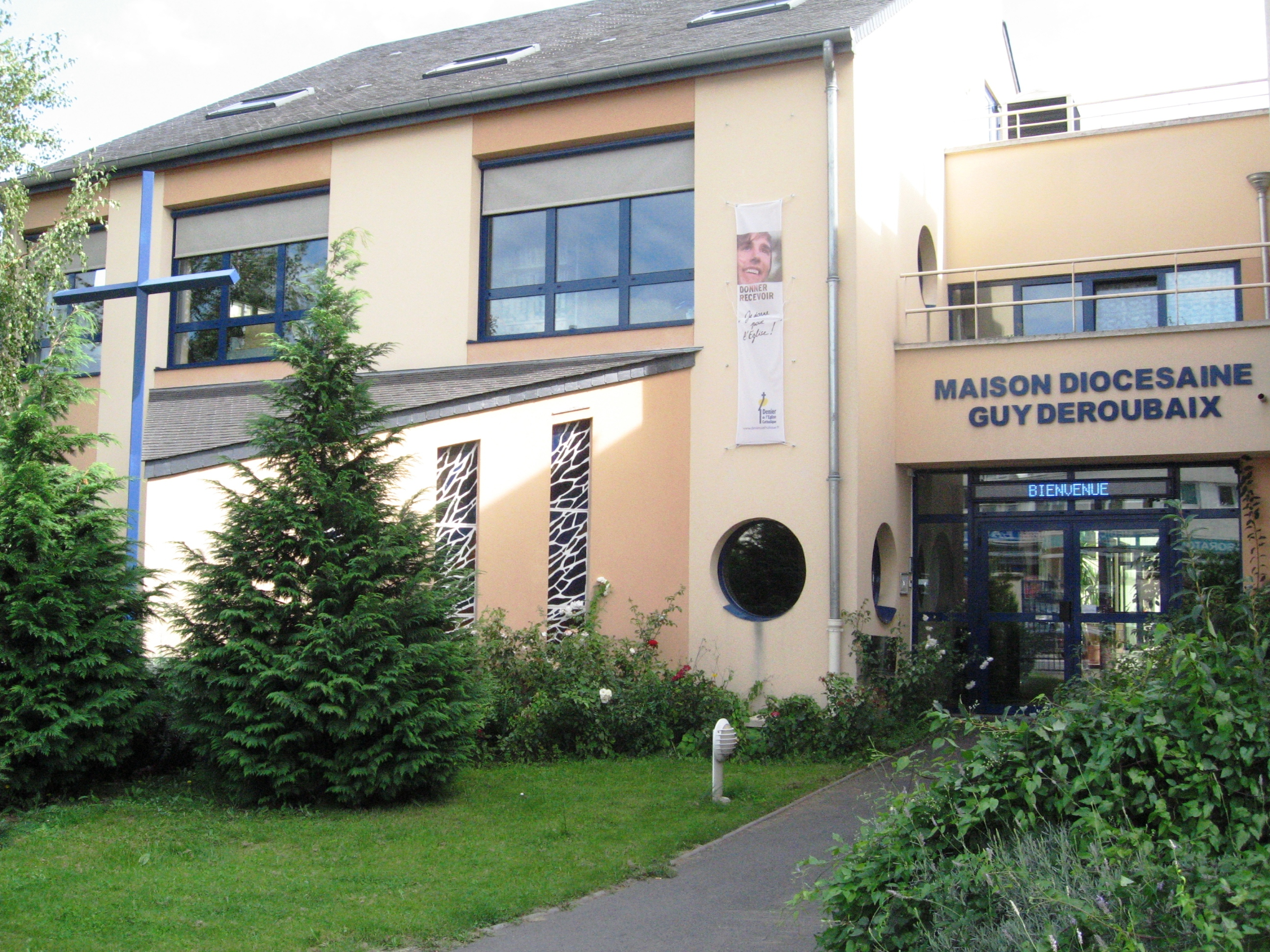
Maison diocésaine Guy Deroubaix.

- Stade Léo-Lagrange, construit vers 1974[2].
- Hôtel de ville de Bondy.
- Ancienne gendarmerie, dont le bâtiment est toujours présent[3]. Dans les années 1960, on y installa un dispensaire de la Croix-Rouge. Le Jardin de l'ex-gendarmerie est ouvert au public[4].
- Maison diocésaine Guy Deroubaix[5], du nom de Mgr Deroubaix, , deuxième évêque du Diocèse de Saint-Denis de 1976 jusqu'à sa mort en 1999. C'est un des points de départ du pèlerinage de Notre-Dame-des-Anges.